# 美国三角研究所

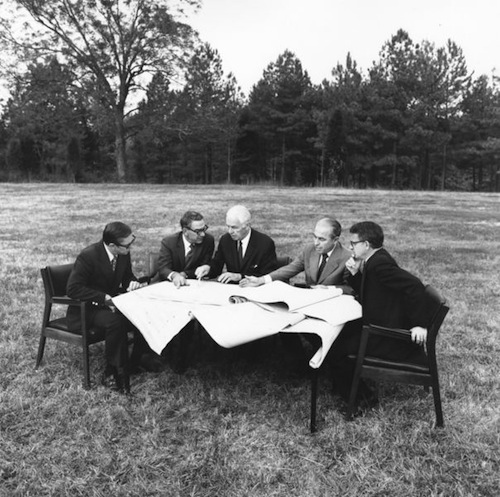
三角研究園的策劃

RTI國際（前身為美国三角研究所）是一個提供研究和技術服務的非營利組織，其總部設在北卡羅來納三角研究園。成立於1958年，RTI國際最初的營運經費只有50萬美元，由當地企業和三間北卡羅來納三角研究區內的大學在供。 RTI一開始從事有關同位素的研究，以及操作科學和統計。1971年，它被重組為四個部門，及後又創立了「辦公室國際項目」（the Office for International Projects），現在稱為「國際發展集團」（the International Development Group）。

## 外部連結
- 官方网站